# Frenologia

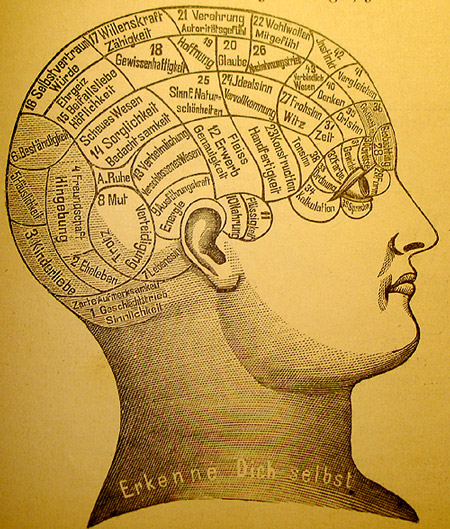
Un diagrama frenològic del s. XIX. La inscripció al coll diu "Coneix-te a tu mateix".

La frenologia (del grec: φρήν, frēn, "ment"; i λόγος, logos, "coneixement") és una pseudociència que considera que el caràcter, els trets distintius de la personalitat i fins i tot les tendències criminals d'una persona poden ser estudiades en funció de la forma del cap, estudiant quines regions estan més desenvolupades.
La teoria va ser desenvolupada pel fisiòleg alemany Franz Joseph Gall el 1796, amb la col·laboració a partir de l'any 1800 del seu deixeble Johann Christoph Spurzheim. El 1813, Spurzheim va separar-se de Gall per diferències de criteri sobre les aplicacions de la doctrina i marxà a Gran Bretanya. Allí creà una versió ampliada del mètode de Gall conjuntament amb l'escocès George Combe, qui publicà el popular llibre The Constitution of Man Considered in Relation to External Objects l'any 1828.
Els arguments frenològics -malgrat les crítiques- tingueren una gran acceptació durant el segle xix. El 1843, François Magendie es referia a la frenologia com a "una pseudo-ciència de l'actualitat". No obstant això, la frenologia va influir molt en la psiquiatria decimonònica i en la neurociència moderna. Durant aquella època, la frenologia fou un tema molt inspirador per a la literatura imaginativa, independentment de si els autors eren partidaris de la teoria o no. Sobretot a Europa i als EUA, el gran nombre d'obres relacionades amb ella contribuí al canvi de les tradicionals idees sobre la bogeria i la criminalitat, abans basades primordialment en apreciacions d'índole moral.
Els seus principis establien que el cervell és l'òrgan de la ment, i que la ment posseeix un conjunt de facultats mentals; cadascuna representada particularment per una part diferent o "òrgan" del cervell. Aquestes àrees eren considerades proporcionals a les propensions individuals de la persona i de les seves facultats mentals. Les diferències entre les diferents àrees estaria reflectida en la forma exterior del crani. A efectes didàctics, es fabricaren busts que representaven un cap i un cervell de proporcions ideals des del punt de vista frenològic. Els creats pels germans Fowler van ser molt utilitzats.
La frenologia, que s'ocupa de la personalitat i el caràcter, difereix de la craniometria (l'estudi del pes, mida i forma del crani), així com de la fisiognomia (estudi dels trets facials). No obstant això, totes aquestes disciplines asseguren predir conductes o capacitat intel·lectual. En un temps van ser practicades intensament en el camp de l'antropologia/etnografia i de vegades utilitzades per justificar "científicament" el racisme. Encara que alguns principis de la frenologia estan avui ben establerts, la premissa bàsica que la personalitat està determinada per la forma del crani és considerada falsa per gairebé tot el món.
El principal difusor de la frenologia a Catalunya durant el segle xix fou el lingüista malgratenc Marià Cubí i Soler. Jaume Balmes, si bé en un article de l'any 1843 publicat a la revista barcelonina La Sociedad va donar per bons alguns dels postulats generals de Cubí, atacà poc temps després i de forma reiterada les teories frenològigues, considerant-les massa materialistes i contràries al lliure albir. L'any 1858, Cubí examinà frenològicament a Napoleó III durant una audiència privada. Al setembre del mateix any, l'emperador francès costejà l'edició del llibre Phrénologie régénérée, una traducció ampliada i amb noves il·lustracions de la seva obra 'La frenolojía y sus glorias' (1853).
Entre els metges catalans vinculats al liberalisme progressista que utilitzaren plantejaments frenològics en els seus treballs destaquen Pere Mata i Pere Felip Monlau.

## Disciplines relacionades
- Fisiognomia
- Personologia